# Troglohya carranzai
Espèce
Troglohya carranzai est une espèce de pseudoscorpions de la famille des Bochicidae.

## Distribution
Cette espèce est endémique d'Oaxaca au Mexique. Elle se rencontre à San Juan Bautista Valle Nacional dans les grottes Grutas de Monteflor.

## Description
L'holotype mesure 2,2 mm.

## Étymologie
Cette espèce est nommée en l'honneur de J. Carranza.

## Publication originale
- Beier, 1956 : Neue Troglobionte Pseudoscorpione aus Mexico. Ciencia, México, vol. 16, no 4/6, p. 81-85 (texte intégral).